# Штефелн
Штефелн (њем. Steffeln) општина је у њемачкој савезној држави Рајна-Палатинат. Једно је од 109 општинских средишта округа Вулканајфел. Према процјени из 2010. у општини је живјело 660 становника. Посједује регионалну шифру (AGS) 7233241.

## Географски и демографски подаци
Штефелн се налази у савезној држави Рајна-Палатинат у округу Вулканајфел. Општина се налази на надморској висини од 490 метара. Површина општине износи 20,9 km². У самом мјесту је, према процјени из 2010. године, живјело 660 становника. Просјечна густина становништва износи 32 становника/km².